# Campeonato Mundial de Natación de 2009
El XIII Campeonato Mundial de Natación se celebró en Roma (Italia) entre el 19 de julio y el 2 de agosto de 2009. Fue organizado por la Federación Internacional de Natación (FINA) y la Federación Italiana de Natación. Participaron un total de 2.556 atletas representantes de 185 federaciones nacionales.

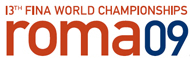

Se realizaron competiciones de natación, natación sincronizada, saltos, natación en aguas abiertas y waterpolo. La mascota del evento fue una rana verde, Diva09, con gorro y gafas de natación.

## Instalaciones
Las instalaciones utilizadas por deporte fueron:
- Las piscinas del Foro Itálico: natación, natación sincronizada, saltos y waterpolo
- La costa de Lido de Ostia: natación en aguas abiertas

## Resultados de natación

### Masculino
| Evento                           | Oro                                                                                  | Plata                                                                                       | Bronce                                                                              |
| -------------------------------- | ------------------------------------------------------------------------------------ | ------------------------------------------------------------------------------------------- | ----------------------------------------------------------------------------------- |
| 50 m libre (01.08)               | César Cielo Filho · Brasil · 21,08                                                   | Frédérick Bousquet Francia 21,25                                                            | Amaury Leveaux Francia 21,28                                                        |
| 100 m libre (30.07)              | César Cielo Filho · Brasil · 46,91 (RM)                                              | Alain Bernard Francia 47,12                                                                 | Frédérick Bousquet Francia 47,25                                                    |
| 200 m libre (28.07)              | Paul Biedermann · Alemania · 1:42,00 (RM)                                            | Michael Phelps Estados Unidos 1:43,22                                                       | Danila Izotov · Rusia · 1:43,90                                                     |
| 400 m libre (26.07)              | Paul Biedermann · Alemania · 3:40,07 (RM)                                            | Oussama Mellouli Túnez 3:41,11                                                              | Zhang Lin China 3:41,35                                                             |
| 800 m libre (29.07)              | Zhang Lin China 7:32,12 (RM)                                                         | Oussama Mellouli Túnez 7:35,27                                                              | Ryan Cochrane · Canadá · 7:41,92                                                    |
| 1500 m libre (02.08)             | Oussama Mellouli Túnez 14:37,28 (RM)                                                 | Ryan Cochrane · Canadá · 14:41,38                                                           | Sun Yang China 14:46,84                                                             |
| 50 m espalda (02.08)             | Liam Tancock Reino Unido 24,04 (RM)                                                  | Junya Koga Japón 24,24                                                                      | Gerhard Zandberg Sudáfrica 24,34                                                    |
| 100 m espalda (28.07)            | Junya Koga Japón 52,26                                                               | Helge Meeuw · Alemania · 52,54                                                              | Aschwin Wildeboer Faber · España · 52,64                                            |
| 200 m espalda (31.07)            | Aaron Peirsol Estados Unidos 1:51,92 (RM)                                            | Ryosuke Irie Japón 1:52,51                                                                  | Ryan Lochte Estados Unidos 1:53,92                                                  |
| 50 m braza (29.07)               | Cameron van der Burgh Sudáfrica 26,67 (RM)                                           | Felipe França Silva · Brasil · 26,76                                                        | Mark Gangloff Estados Unidos 26,86                                                  |
| 100 m braza (27.07)              | Brenton Rickard Australia 58,58 (RM)                                                 | Hughes Duboscq Francia 58,64                                                                | Cameron van der Burgh Sudáfrica 58,95                                               |
| 200 m braza (31.07)              | Dániel Gyurta · Hungría · 2:07,64                                                    | Eric Shanteau Estados Unidos 2:07,65                                                        | Giedrius Titenis · Lituania · Christian Sprenger · Australia · 2:07,80              |
| 50 m mariposa (27.07)            | Milorad Čavić Serbia 22,67                                                           | Matthew Targett Australia 22,73                                                             | Rafael Muñoz Pérez · España · 22,88                                                 |
| 100 m mariposa (01.08)           | Michael Phelps Estados Unidos 49,82 (RM)                                             | Milorad Čavić Serbia 49,95                                                                  | Rafael Muñoz Pérez · España · 50,41                                                 |
| 200 m mariposa (29.07)           | Michael Phelps Estados Unidos 1:51,51 (RM)                                           | Paweł Korzeniowski · Polonia · 1:53,23                                                      | Takeshi Matsuda Japón 1:53,32                                                       |
| 200 m cuatro estilos (30.07)     | Ryan Lochte Estados Unidos 1:54,10 (RM)                                              | László Cseh · Hungría · 1:55,24                                                             | Eric Shanteau Estados Unidos 1:55,36                                                |
| 400 m cuatro estilos (02.08)     | Ryan Lochte Estados Unidos 4:07,01                                                   | Tyler Clary Estados Unidos 4:07,31                                                          | László Cseh · Hungría · 4:07,37                                                     |
| 4 × 100 m libre (26.07)          | Estados Unidos Michael Phelps Ryan Lochte Matthew Grevers Nathan Adrian 3:09,21      | Rusia · Evgeni Lagunov · Andrei Grechin · Danila Izotov · Alexandr Sujorukov · 3:09,52      | Francia Fabien Gilot Alain Bernard Grégory Mallet Frédérick Bousquet 3:09,89        |
| 4 × 200 m libre (31.07)          | Estados Unidos Michael Phelps Ricky Berens David Walters Ryan Lochte 6:58,55 (RM)    | Rusia · Nikita Lobintsev · Mijaíl Polishchuk · Danila Izotov · Alexandr Sujorukov · 6:59,15 | Australia Kenrick Monk Robert Hurley Tommaso D'Orsogna Patrick Murphy 7:01,65       |
| 4 × 100 m cuatro estilos (02.08) | Estados Unidos Aaron Peirsol Eric Shanteau Michael Phelps David Walters 3:27,28 (RM) | Alemania · Helge Meeuw · Hendrik Feldwehr · Benjamin Starke · Paul Biedermann · 3:28,58     | Australia Ashley Delaney Brenton Rickard Andrew Lauterstein Matthew Targett 3:28,64 |

- RM – Récord mundial.

### Femenino
| Evento                           | Oro | Plata                                                                                       | Bronce                                                                                |
| -------------------------------- | --- | ------------------------------------------------------------------------------------------- | ------------------------------------------------------------------------------------- |
| 50 m libre (02.08)               | Britta Steffen · Alemania · 23,73 (RM)                                                                   | Therese Alshammar · Suecia · 23,88                                                          | Cate Campbell · Australia · Marleen Veldhuis · Países Bajos · 23,99                   |
| 100 m libre (31.07)              | Britta Steffen · Alemania · 52,07 (RM)                                                                   | Fran Halsall Reino Unido 52,87                                                              | Lisbeth Trickett Australia 52,93                                                      |
| 200 m libre (29.07)              | Federica Pellegrini · Italia · 1:52,98 (RM)                                                              | Allison Schmitt Estados Unidos 1:54,96                                                      | Dana Vollmer Estados Unidos 1:55,64                                                   |
| 400 m libre (26.07)              | Federica Pellegrini · Italia · 3:59,15 (RM)                                                              | Joanne Jackson Reino Unido 4:00,60                                                          | Rebecca Adlington Reino Unido 4:00,79                                                 |
| 800 m libre (01.08)              | Lotte Friis Dinamarca 8:15,92                                                                            | Joanne Jackson Reino Unido 8:16,66                                                          | Alessia Filippi · Italia · 8:17,21                                                    |
| 1500 m libre (28.07)             | Alessia Filippi · Italia · 15:44,93                                                                      | Lotte Friis Dinamarca 15:46,30                                                              | Camelia Potec · Rumania · 15:55,63                                                    |
| 50 m espalda (30.07)             | Zhao Jing China 27,06 (RM)                                                                               | Daniela Samulski · Alemania · 27,23                                                         | Gao Chang China 27,28                                                                 |
| 100 m espalda (28.07)            | Gemma Spofforth Reino Unido 58,12 (RM)                                                                   | Anastasia Zueva · Rusia · 58,18                                                             | Emily Seebohm Australia 58,88                                                         |
| 200 m espalda (01.08)            | Kirsty Coventry Zimbabue 2:04,81                                                                         | Anastasia Zueva · Rusia · 2:04,94                                                           | Elizabeth Beisbel Estados Unidos 2:06,39                                              |
| 50 m braza (02.08)               | Yulia Efimova · Rusia · 30,09 (RM)                                                                       | Rebecca Soni Estados Unidos 30,11                                                           | Sarah Katsoulis Australia 30,16                                                       |
| 100 m braza (28.07)              | Rebecca Soni Estados Unidos 1:04,93                                                                      | Yulia Efimova · Rusia · 1:05,41                                                             | Kasey Carlson Estados Unidos 1:05,75                                                  |
| 200 m braza (31.07)              | Nađa Higl Serbia 2:21,62                                                                                 | Annamay Pierse · Canadá · 2:21,84                                                           | Mirna Jukić · Austria · 2:21,97                                                       |
| 50 m mariposa (01.08)            | Marieke Guehrer Australia 25,48                                                                          | Zhou Yafei China 25,57                                                                      | Ingvild Snildal · Noruega · 25,58                                                     |
| 100 m mariposa (27.07)           | Sarah Sjöström · Suecia · 56,06 (RM)                                                                     | Jessicah Schipper Australia 56,26                                                           | Jiao Liuyang China 56,83                                                              |
| 200 m mariposa (30.07)           | Jessicah Schipper Australia 2:03,41 (RM)                                                                 | Liu Zige China 2:03,90                                                                      | Katinka Hosszú · Hungría · 2:04,28                                                    |
| 200 m cuatro estilos (27.07)     | Ariana Kukors Estados Unidos 2:06,15 (RM)                                                                | Stephanie Rice Australia 2:07,03                                                            | Katinka Hosszú · Hungría · 2:07,46                                                    |
| 400 m cuatro estilos (02.08)     | Katinka Hosszú · Hungría · 4:30,31                                                                       | Kirsty Coventry Zimbabue 4:32,12                                                            | Stephanie Rice Australia 4:32,29                                                      |
| 4 × 100 m libre (26.07)          | Países Bajos · Inge Dekker · Ranomi Kromowidjojo · Frederike Heemskerk · Marleen Veldhuis · 3:31,72 (RM) | Alemania · Britta Steffen · Daniela Samulski · Petra Dallmann · Daniela Schreiber · 3:31,83 | Australia Lisbeth Trickett Marieke Guehrer Shayne Reese Felicity Galvez 3:33,01       |
| 4 × 200 m libre (30.07)          | China Yang Yu Zhu Qianwei Liu Jing Pang Jiaying 7:42,08 (RM)                                             | Estados Unidos Danna Vollmer Lacey Nymeyer Ariana Kukors Allison Schmitt 7:42,56            | Reino Unido Joanne Jackson Jazmin Carlin Caitlin McClatchey Rebecca Adlington 7:45,51 |
| 4 × 100 m cuatro estilos (01.08) | China Zhao Jing Chen Huijia Jiao Liuyang Li Zhesi 3:52,19 (RM)                                           | Australia Emily Seebohm Sarah Katsoulis Jessicah Schipper Lisbeth Trickett 3:52,58          | Alemania · Daniela Samulski · Sarah Poewe · Annika Mehorn · Britta Steffen · 3:55,79  |

- RM – Récord mundial.

### Medallero
| Núm. | País           | Oro | Plata | Bronce | Total |
| ---- | -------------- | --- | ----- | ------ | ----- |
| 1    | Estados Unidos | 10  | 6     | 6      | 22    |
| 2    | Alemania       | 4   | 4     | 1      | 9     |
| 3    | China          | 4   | 2     | 4      | 10    |
| 4    | Australia      | 3   | 4     | 9      | 16    |
| 5    | Italia         | 3   | 0     | 1      | 4     |
| 6    | Reino Unido    | 2   | 3     | 2      | 7     |
| 7    | Hungría        | 2   | 1     | 3      | 6     |
| 8    | Brasil         | 2   | 1     | 0      | 3     |
| 8    | Serbia         | 2   | 1     | 0      | 3     |
| 10   | Rusia          | 1   | 5     | 1      | 7     |
| 11   | Japón          | 1   | 2     | 1      | 4     |
| 12   | Túnez          | 1   | 2     | 0      | 3     |
| 13   | Dinamarca      | 1   | 1     | 0      | 2     |
| 13   | Suecia         | 1   | 1     | 0      | 2     |
| 13   | Zimbabue       | 1   | 1     | 0      | 2     |
| 16   | Sudáfrica      | 1   | 0     | 2      | 3     |
| 17   | Países Bajos   | 1   | 0     | 1      | 2     |
| 18   | Francia        | 0   | 3     | 3      | 6     |
| 19   | Canadá         | 0   | 2     | 1      | 3     |
| 20   | Polonia        | 0   | 1     | 0      | 1     |
| 21   | España         | 0   | 0     | 3      | 3     |
| 22   | Austria        | 0   | 0     | 1      | 1     |
| 22   | Lituania       | 0   | 0     | 1      | 1     |
| 22   | Noruega        | 0   | 0     | 1      | 1     |
| 22   | Rumania        | 0   | 0     | 1      | 1     |
|      | TOTAL          | 40  | 40    | 42     | 122   |

## Resultados de saltos

### Masculino
| Evento                          | Oro                             | Plata                                             | Bronce                                                            |
| ------------------------------- | ------------------------------- | ------------------------------------------------- | ----------------------------------------------------------------- |
| Trampolín 1 m (17.07)           | Qin Kai China 449,00 pts.       | Zhang Xinhua China 445,90 pts.                    | Matthew Mitcham Australia 440,20 pts.                             |
| Trampolín 3 m (23.07)           | He Chong China 505,20           | Troy Dumais Estados Unidos 498,40                 | Alexandre Despatie · Canadá · 490,30                              |
| Plataforma 10 m (21.07)         | Thomas Daley Reino Unido 539,85 | Qiu Bo China 532,20                               | Zhou Luxin China 530,55                                           |
| Trampolín 3 m sincro. (18.07)   | Qin Kai Wang Feng China 467,94  | Troy Dumais Kristian Ipsen Estados Unidos 445,59  | Alexandre Despatie · Reuben Ross · Canadá · 428,64                |
| Plataforma 10 m sincro. (25.07) | Huo Liang Lin Yue China 482,58  | David Boudia Thomas Finchum Estados Unidos 456,84 | José Antonio Guerra Oliva · Ernesto Aguirre Manso · Cuba · 456,60 |

### Femenino
| Evento                          | Oro                                  | Plata                                                     | Bronce                                                  |
| ------------------------------- | ------------------------------------ | --------------------------------------------------------- | ------------------------------------------------------- |
| Trampolín 1 m (19.07)           | Yulia Pajalina · Rusia · 325,05 pts. | Wu Minxia China 311,90 pts.                               | Wang Han China 303,95 pts.                              |
| Trampolín 3 m (21.07)           | Guo Jingjing China 388,20            | Émilie Heymans · Canadá · 346,45                          | Tania Cagnotto · Italia · 341,25                        |
| Plataforma 10 m (18.07)         | Paola Espinosa · México · 428,25     | Chen Ruolin China 417,60                                  | Li Kang China 410,35                                    |
| Trampolín 3 m sincro. (24.07)   | Guo Jingjing Wu Minxia China 348,00  | Tania Cagnotto · Francesca Dellapè · Italia · 329,70      | Yulia Pajalina · Anastasia Pozdniakova · Rusia · 310,80 |
| Plataforma 10 m sincro. (19.07) | Chen Ruolin Wang Xin China 369,18    | Mary Beth Dunnichay Haley Ishimatsu Estados Unidos 324,66 | Mun Yee Leong Pandela Rinong Pamg Malasia 321,66        |

### Medallero
| Núm. | País           | Oro | Plata | Bronce | Total |
| ---- | -------------- | --- | ----- | ------ | ----- |
| 1    | China          | 7   | 4     | 3      | 14    |
| 2    | Rusia          | 1   | 0     | 1      | 2     |
| 3    | México         | 1   | 0     | 0      | 1     |
| 3    | Reino Unido    | 1   | 0     | 0      | 1     |
| 5    | Estados Unidos | 0   | 4     | 0      | 4     |
| 6    | Canadá         | 0   | 1     | 2      | 3     |
| 7    | Italia         | 0   | 1     | 1      | 2     |
| 8    | Australia      | 0   | 0     | 1      | 1     |
| 8    | Cuba           | 0   | 0     | 1      | 1     |
| 8    | Malasia        | 0   | 0     | 1      | 1     |
|      | TOTAL          | 10  | 10    | 10     | 30    |

## Resultados de natación en aguas abiertas

### Masculino
| Evento        | Oro                                | Plata                                   | Bronce                                   |
| ------------- | ---------------------------------- | --------------------------------------- | ---------------------------------------- |
| 5 km (21.07)  | Thomas Lurz · Alemania · 56:26,9   | Spyridon Yanniotis · Grecia · 56:27,2   | Chad Ho Sudáfrica 56:41,9                |
| 10 km (22.07) | Thomas Lurz · Alemania · 1:52:06,9 | Andrew Gemmell Estados Unidos 1:52:08,3 | Francis Crippen Estados Unidos 1:52:10,7 |
| 25 km (25.07) | Valerio Cleri · Italia · 5:26:31,6 | Trent Grimsey Australia 5:26:50,7       | Vladimir Diatchin · Rusia · 5:29:29,3    |

### Femenino
| Evento        | Oro                                   | Plata                                       | Bronce                                |
| ------------- | ------------------------------------- | ------------------------------------------- | ------------------------------------- |
| 5 km (21.07)  | Melissa Gorman Australia 56:55,8      | Larisa Ilchenko · Rusia · 56:56,3           | Poliana Okimoto · Brasil · 56:59,3    |
| 10 km (22.07) | Keri-Anne Payne Reino Unido 2:01:37,1 | Yekaterina Seliverstova · Rusia · 2:01:38,0 | Martina Grimaldi · Italia · 2:01:38,6 |
| 25 km (25.07) | Angela Maurer · Alemania · 5:47:48,0  | Anna Uvarova · Rusia · 5:47:51,9            | Federica Vitale · Italia · 5:47:52,7  |

### Medallero
| Núm. | País           | Oro | Plata | Bronce | Total |
| ---- | -------------- | --- | ----- | ------ | ----- |
| 1    | Alemania       | 3   | 0     | 0      | 3     |
| 2    | Australia      | 1   | 1     | 0      | 2     |
| 3    | Italia         | 1   | 0     | 2      | 3     |
| 4    | Reino Unido    | 1   | 0     | 0      | 1     |
| 5    | Rusia          | 0   | 3     | 1      | 4     |
| 6    | Estados Unidos | 0   | 1     | 1      | 2     |
| 7    | Grecia         | 0   | 1     | 0      | 1     |
| 8    | Brasil         | 0   | 0     | 1      | 1     |
| 8    | Sudáfrica      | 0   | 0     | 1      | 1     |
|      | TOTAL          | 6   | 6     | 6      | 18    |

## Resultados de natación sincronizada
| Evento                        | Oro | Plata | Bronce |
| ----------------------------- | --- | --- | --- |
| Solo rutina técnica (20.07)   | Natalia Ishchenko · Rusia · 98,667 pts. | Gemma Mengual · España · 97,833 pts. | Marie-Pier Boudreau-Gagnon · Canadá · 96,000 pts. |
| Solo prueba libre (23.07)     | Natalia Ishchenko · Rusia · 98,833 pts. | Gemma Mengual · España · 98,333 pts. | Beatrice Adelizzi · Italia · 95,500 pts. |
| Dúo rutina técnica (21.07)    | Anastasia Davidova · Svetlana Romashina · Rusia · 98,667 | Andrea Fuentes · Gemma Mengual · España · 97,333 | Jiang Tingting Jiang Wenwen China 95,667 |
| Dúo prueba libre (24.07)      | Natalia Ishchenko · Svetlana Romashina · Rusia · 98,833 | Andrea Fuentes · Gemma Mengual · España · 98,333 | Jiang Tingting Jiang Wenwen China 97,000 |
| Equipo rutina técnica (19.07) | Daria Korobova · Anna Nasekina · Aleksandra Patskevich · Viktoriya Shestakovich · Alla Shishkina · Elizaveta Stepanova · Anzhelika Timanina · Sofia Volkova · Rusia · 98,833           | Ona Carbonell · Raquel Corral · Margalida Crespí · Andrea Fuentes · Thais Henríquez · Paula Klamburg · Irina Rodríguez · Cristina Salvador · España · 97,833 | Huang Xuechen Jiang Tingting Jiang Wenwen Liu Ou Luo Xi Wang Na Wu Yiwen Zhang Xiaohuan China 96,667                                                                                             |
| Equipo prueba libre (25.07)   | Anastasia Davidova · Natalia Ishchenko · Daria Korobova · Anna Nasekina · Aleksandra Patskevich · Svetlana Romashina · Alla Shishkina · Anzhelika Timanina · Rusia · 99,167            | Ona Carbonell · Raquel Corral · Margalida Crespí · Andrea Fuentes · Thais Henríquez · Paula Klamburg · Gemma Mengual · Irina Rodríguez · España · 98,167     | Huang Xuechen Jiang Tingting Jiang Wenwen Liu Ou Luo Xi Wang Na Wu Yiwen Zhang Xiaohuan China 97,167                                                                                             |
| Combinación libre (22.07)     | Alba Cabello · Ona Carbonell · Raquel Corral · Margalida Crespí · Andrea Fuentes · Thais Henríquez · Paula Klamburg · Gemma Mengual · Gisela Morón · Irina Rodríguez · España · 98,333 | Huang Xuechen Jiang Tingting Jiang Wenwen Liu Ou Luo Xi Shi Xin Sun Wenyan Wang Na Wu Yiwen Zhang Xiaohuan China 97,667                                      | Marie-Pier Boudreau-Gagnon · Camille Bowness · Jo-Annie Fortin · Sandy Gill · Chloé Isaac · Éve Lamoureux · Stéphanie Leclair · Élise Marcotte · Karine Thomas · Valérie Welsh · Canadá · 96,167 |

### Medallero
| Núm. | País   | Oro | Plata | Bronce | Total |
| ---- | ------ | --- | ----- | ------ | ----- |
| 1    | Rusia  | 6   | 0     | 0      | 6     |
| 2    | España | 1   | 6     | 0      | 7     |
| 3    | China  | 0   | 1     | 4      | 5     |
| 4    | Canadá | 0   | 0     | 2      | 2     |
| 5    | Italia | 0   | 0     | 1      | 1     |
|      | TOTAL  | 7   | 7     | 7      | 21    |

## Resultados de waterpolo
- Resultados del torneo masculino
- Resultados del torneo femenino

| Evento            | Oro            | Plata    | Bronce    |
| ----------------- | -------------- | -------- | --------- |
| Masculino (01.08) | Serbia         | España · | Croacia · |
| Femenino (31.07)  | Estados Unidos | Canadá · | Rusia ·   |

## Medallero total
| Núm. | País           | Oro | Plata | Bronce | Total |
| ---- | -------------- | --- | ----- | ------ | ----- |
| 1    | Estados Unidos | 11  | 11    | 7      | 29    |
| 2    | China          | 11  | 7     | 11     | 29    |
| 3    | Rusia          | 8   | 8     | 4      | 20    |
| 4    | Alemania       | 7   | 4     | 1      | 12    |
| 5    | Australia      | 4   | 5     | 10     | 19    |
| 6    | Reino Unido    | 4   | 3     | 2      | 9     |
| 7    | Italia         | 4   | 1     | 5      | 10    |
| 8    | Serbia         | 3   | 1     | 0      | 4     |
| 9    | Hungría        | 2   | 1     | 3      | 6     |
| 10   | Brasil         | 2   | 1     | 1      | 4     |
| 11   | España         | 1   | 7     | 3      | 11    |
| 12   | Japón          | 1   | 2     | 1      | 4     |
| 13   | Túnez          | 1   | 2     | 0      | 3     |
| 14   | Dinamarca      | 1   | 1     | 0      | 2     |
| 14   | Suecia         | 1   | 1     | 0      | 2     |
| 14   | Zimbabue       | 1   | 1     | 0      | 2     |
| 17   | Sudáfrica      | 1   | 0     | 3      | 4     |
| 18   | Países Bajos   | 1   | 0     | 1      | 2     |
| 19   | México         | 1   | 0     | 0      | 1     |
| 20   | Canadá         | 0   | 4     | 5      | 9     |
| 21   | Francia        | 0   | 3     | 3      | 3     |
| 22   | Grecia         | 0   | 1     | 0      | 1     |
| 22   | Polonia        | 0   | 1     | 0      | 1     |
| 24   | Austria        | 0   | 0     | 1      | 1     |
| 24   | Croacia        | 0   | 0     | 1      | 1     |
| 24   | Cuba           | 0   | 0     | 1      | 1     |
| 24   | Lituania       | 0   | 0     | 1      | 1     |
| 24   | Malasia        | 0   | 0     | 1      | 1     |
| 24   | Noruega        | 0   | 0     | 1      | 1     |
| 24   | Rumania        | 0   | 0     | 1      | 1     |
|      | TOTAL          | 65  | 65    | 67     | 197   |